# Magnus Larsen
Gedion Otto Magnus Mathias Larsen (* 29. August 1931 in Kitsissuarsuit) ist ein grönländischer Pastor, Propst, Schriftsteller, Redakteur und Kommunalpolitiker.

## Leben
Magnus Larsen ist der Sohn des Jägers Nathaniel Otto Jens Tønnes Larsen (1898–1968) und seiner Frau Sofie Maline Abigael Benigne Larsen (1909–1941). Er heiratete am 26. Dezember 1960 die Lehrerin Malene Jakobine Bertha Jensen (1935–1994). Nach ihrem Tod heiratete er die Pastorin Zepora Lydie Elisabeth Bolethe Josefsen (* 1947).
Magnus Larsen besuchte von 1948 bis 1950 die Efterskole in Aasiaat, dann bis 1954 die Realschule in Nuuk und lernte dann am Lehrerseminar in Haslev mit Fokus auf Literatur und Theologie. Von 1959 bis 1963 studierte er an Københavns Universitet und wurde anschließend ordiniert. Im ersten Jahr war er Pastor in Qaqortoq, wechselte 1964 nach Upernavik und 1965 nach Qaanaaq. In dieser Zeit war er beteiligt, dass die Inughuit feste Nachnamen erhalten. 1968 wechselte er nach Sisimiut, 1973 nach Narsaq und 1974 nach Aasiaat. 1980 wurde er zum Propst der Provsteqarfik Kujataa ernannt.
Er war ab 1971 Vorsitzender der Volksbewegung Peqatigiinniat. Zudem saß er in mehreren kirchbezogenen Ausschüssen und war ab 1971 Mitglied der Kreisverwaltung der Dänischen Pastorenvereinigung und ab 1980 deren Vorsitzender. Zudem war er Vorsitzender des Volksaufklärungsrats (1980–1984) und der Radioverwaltung (1982–1984), bei der er bereits seit 1980 Verwaltungsmitglied war. Von 1984 bis 1996 war er Vorsitzender der Volkskirche. Von 1980 bis 1999 war er Redakteur des grönländischen Kirchenblatts Katíngat. Von 1979 bis 2001 war er Aufsichtsratsvorsitzender bei Kalaallit Nunaata Radioa und von 1999 bis 2000 Aufsichtsratsvorsitzender des Verlags Atuakkiorfik. Er war von 1979 bis 1987 Vizevorsitzender des Grönländischen Steuerrats und von 1979 bis 1983 Verwaltungsmitglied an der Knud Rasmussenip Højskolia. Von 1979 bis 1980 saß er im Rat der Gemeinde Aasiaat.
Magnus Larsen ist auch als Schriftsteller aktiv. Er schrieb sein erstes Gedicht mit neun Jahren und hat seither etwa 40 Werke herausgegeben. 1987 gründete er seinen eigenen Verlag Maanuup Atuakkiorfia. Er wurde 1989 zum Ritter des Dannebrogordens ernannt, erhielt am 22. November 1992 den Nersornaat in Gold, wurde 2013 mit dem Literaturpreis der Grönländischen Literaturvereinigung Atuakkiortut ausgezeichnet, erhielt 2014 den grönländischen Kulturpreis, und 2018 für seine Autobiografie Illinersiorluni ingerlavik inussiviuvoq für den Literaturpreis des Nordischen Rates nominiert.

## Werke (Auswahl)
- 1970: Oĸalûtsit („Predigten“)
- 1987: Ilagiissusermi („In der Verbundenheit“) (Mitverfasser)
- 1982: Ilagiittut Inuunermi („Im Leben als Kirchengemeindemitglieder“)
- 1992: Evangeliut sisamaat („Vier Evangelien“)
- 1992: Oqaluussisarnerput („Unser Predigen“)
- 1993: Inuttut kristumiutullu („Als Mensch und als Christ“) (mit Else Poulsen)
- 2000: Sulisa – siumut („Lass uns arbeiten – vorwärts“)
- 2005: Kitsissuarsuit inuilu („Kitsissuarsuit und seine Bevölkerung“)
- 2017: Illinersiorluni ingerlavik inussiviuvoq („Der Weg der Spurensuche ist, wo man Menschen trifft“)